# Richard Twardzik
Richard « Dick » Twardzik, né le 30 avril 1931 à Danvers (Massachusetts) et mort le 21 octobre 1955 à Paris, est un pianiste de jazz.

## Biographie
Twardzik, fils de Henryk et Clare Twardzik, a joué à Boston avec en particulier Charlie Parker mais aussi avec Charlie Mariano et Serge Chaloff et même pendant une courte période avec Lionel Hampton. Il a surtout accompagné Chet Baker durant sa tournée européenne de 1955. Des enregistrements studios de ce quartet ont été captés lors de sessions enregistrées par Barclay à Paris peu avant sa mort.
Le 21 octobre 1955 au matin, Twardzik a été trouvé mort d'une surdose d'héroïne à l'Hôtel Madeleine à Paris, avec une seringue dans le bras.

## Sources
- Texte de couverture de l'album : Chet Baker in Europe, Pacific Jazz 1218
- Texte de couverture de l'album : Chet Baker in Paris, Blue Star 80.704/05

## Discographie
- Richard Twardzik Trio Pacific Jazz, réédition chez EMI en 1989.